# Вергельська Наталія Вікторівна
Наталія Вікторівна Верге́льська (нар. 16 листопада 1970, Прилуки) — український геолог, доктор геологічних наук з 2017 року.

## Біографія
Народилася 16 листопада 1970 року в місті Прилуках Чернігівської області (нині Україна). 1997 року закінчила Український державний університет імені Михайла Драгоманова.
З 2004 року працювала в Києві в Інституті геологічних наук НАН України, де з 2012 року обіймала посаду старшого наукового співробітника відділу геології вугільних родовищ. З 2019 року — у Павлограді, завідувач відділу гірничої геології Наукового центру гірничої геології, геоекології та розвитку інфраструктури НАН України.

## Наукова діяльність
Досліджує геологію вугілля та вугільних родовищ України, метан із вугільних пластів, міграцію газу у вуглепородних масивах, геологічні та геохімічні критерії викидів газу на вугільних шахтах, регіональну тектоніку, петрографію вугілля, Донецький та Львівсько-Волинський вугільні басейни. Серед праць:
- Взаємозв'язок тектоно-магматичних подій та вугільно-вуглеводневих формацій // Тектоніка і стратиграфія: Збірка наукових праць. Київ, 2015. Випуск 42;
- Структурно-тектонічний фактор формування газоносності вуглепородних масивів Донбасу // Мінеральні ресурси України. 2015. № 4 (співавтор);
- Особенности перераспределения газа в углепородных массивах Донбасса // Evolutio. Естественные науки. 2016. № 2;
- Техногенні та тектонічні (гірничо-геологічні) фактори сучасних поверхневих та приповерхневих новоутворень і процесів у видобувних регіонах Донецького басейну // Гірнича геологія та геоекологія. 2021. № 2(3) (співавтор).

Захистила дисертації:
- кандидатську на тему: «Геологічні умови формування землистого вугілля Дніпровського буровугільного басейну»;
- докторську на тему: «Теоретичні основи перервно-неперервного формування вугільно-вуглеводневих формацій»[1].

Авторка низки статей на геологічні теми до Великої української енциклопедії.